# Kharla Chávez
Kharla del Rocío Chávez Bajaña (Babahoyo, 19 de marzo de 1975) es una abogada y política ecuatoriana; primera mujer en ocupar la alcaldía de Babahoyo (2009 a 2014).

## Trayectoria
Entró a la vida política en 2002, siendo electa concejala de Babahoyo por el Partido Social Cristiano. Posteriormente se distanció de la dirigencia del partido, por lo que optó por buscar la reelección en 2006 de la mano del Partido Roldosista Ecuatoriano.
En 2008 renunció a la concejalía tras recibir la invitación para participar como candidata a la alcaldía de Babahoyo por el movimiento oficialista Alianza PAIS. En las elecciones seccionales del año siguiente fue elegida alcaldesa de la ciudad, convirtiéndose en la primera mujer en ser electa a dicho cargo y venciendo por la mínima diferencia de 230 votos al entonces alcalde, el socialcristiano Johnny Terán.
Durante su tiempo en la alcaldía destacan la construcción de la terminal terrestre de la ciudad, del colegio réplica Eugenio Espejo y los puentes de acceso a la parroquita Barreiro. Además gestionó personalmente la construcción de un centro comercial de la cadena El Paseo Shopping, de Grupo El Rosado.
En marzo de 2015 fue nombrada gobernadora de la provincia de Los Ríos por el presidente Rafael Correa, cargo al que renunció en 2016.
Para las elecciones legislativas de 2017 fue elegida asambleísta nacional en representación de la provincia de Los Ríos por Alianza PAIS. Al inicio de su periodo en la Asamblea fue nombrada vicepresidenta de la Comisión de Fiscalización y Control Político.